# BMX-Bandits
BMX-Bandits (Alternativtitel im Fernsehen und in der DDR: Die BMX-Bande) ist eine australische Actionkomödie von Brian Trenchard-Smith aus dem Jahr 1983. Die Hauptrollen spielten David Argue, John Ley und Nicole Kidman.

## Handlung
Die Jugendlichen PJ, Goose und Judy leben in Manly bei Sydney, wo gerade ein spektakulärer Banküberfall für Schlagzeilen sorgt. Alle drei versuchen, Geld für eine BMX-Strecke aufzutreiben, um ihrem Klub ein Trainingsgelände zu verschaffen. Die drei finden ein Päckchen mit Funkgeräten, die sie verkaufen wollen, ohne zu wissen, dass es sich um Polizeifunkgeräte handelt. Wie sich herausstellt, gehören die Geräte der Bande, die den Banküberfall verübt hat und einen weiteren plant. Die Gangster jagen nun PJ, Goose und Judy, die auf ihren BMX-Rädern mehrmals entkommen können.
Die Polizei sucht mittlerweile auch nach den Jugendlichen, da sie annimmt, dass sie die Funkgeräte gestohlen haben.
Unterdessen macht der Anführer der Bande seinen Handlangern immer mehr Druck, da die Polizei nun Verdacht gegen sie schöpft. Als die Polizei die drei Jugendlichen verhaftet und die Funkgeräte so wiederbekommt, werden die drei mit einer scharfen Verwarnung entlassen. Kaum in Freiheit, wird Judy von den Verbrechern entführt. Sie verlangen die Funkgeräte im Austausch gegen Judy. Da PJ und Goose die Funkgeräte nicht mehr haben, rufen sie alle BMX fahrenden Kinder der Stadt zusammen, um die Verbrecher mit einem falschen Paket reinzulegen, welches sie vorher so präpariert haben, dass Judy genug Zeit zum Flüchten hat. Als die Verbrecher den Trick durchschauen und Judy etwas antun wollen, tauchen die anderen Kinder auf und greifen die Männer an.
Als die Verbrecher flüchten, können Goose und PJ auf einen Truck springen und einen Unfall verursachen, bei dem die Unfallstelle in Löschschaum eingehüllt wird und die Verbrecher festgesetzt werden.
Nachdem die Gangster festgenommen wurden, stiftet die Bank den Jugendlichen die lang ersehnte BMX-Strecke.

## Kritiken
Die Kritik des britischen „Empire Magazine“ wies darauf hin, dass Nicole Kidman im Film ihr Talent demonstriere. Die Handlung wurde als „viel zu albern, um sie zu beschreiben“ bezeichnet („the plot is far too silly to explain“).
Das Lexikon des internationalen Films schrieb, BMX-Bandits sei ein „professionell gemachter Kinderfilm, der in erster Linie den Verkauf von BMX-Rädern fördern soll“.

## Auszeichnungen
Der Film erhielt 1984 vier Nominierungen für den Australian Film Institute Award, darunter für das Drehbuch, für den Schnitt und für David Argue.

## Produktionshintergrund
Nicole Kidman spielte in „Die BMX-Bande“ ihre erste Rolle in einem Kinofilm.
Im Abspann bzw. letzten Abschnitt ist „Kangaroo Heart“ von Colin Stead zu hören bzw. „BMX Bandits“ von The Papers. Beide Varianten werden im Allgemeinen benannt, meinen aber dasselbe Lied. Der ursprüngliche Titel des Stücks lautet allerdings „Ready to Fly“ und ist von The Papers.

## Veröffentlichung
Der Film war mit über 4 Millionen Besuchern ein großer Erfolg in den Kinos der DDR.
Der Film erschien im deutschsprachigen Raum 2006 auf DVD. Eine DVD-Neuveröffentlichung sowie eine erstmalige Blu-ray-Veröffentlichung in den deutschsprachigen Ländern erfolgte am 7. März 2014.